# Constance Rourke
Constance Rourke, née à Cleveland le 14 novembre 1885 et morte le 19 novembre 1941 à Grand Rapids (Michigan), est une écrivaine et enseignante américaine. Elle a notamment travaillé à la Sorbonne et au Vassar College. 

## Biographie
Rourke s'est spécialisé dans la culture populaire américaine. Elle a écrit de nombreuses critiques pour des magazines comme The Nation et The New Republic. Cependant, elle s'est fait un nom en tant qu'auteur de biographies et de croquis biographiques de personnalités américaines notables, telles que John James Audubon, P.T. Barnum, Lotta Crabtree, Davy Crockett et Charles Sheeler, ainsi que des livres explorant différentes composantes de la culture américaine et de son histoire, dont American Humor : A Study of the National Character, publié pour la première fois en 1931, est le plus célèbre. Le travail de Constance Rourke, en particulier American Humor, a eu un impact significatif sur l'étude du début du XXe siècle sur la culture populaire américaine et la culture folklorique. Néanmoins, les œuvres de Constance Rourke et leur influence apparente se sont considérablement estompées.  Beaucoup de ses livres sont épuisés et les anthologies récentes, par exemple des études américaines, ne la mentionnent pas.  Cependant, Rourke continue d'avoir des fans notables qui font des déclarations significatives pour son travail et son importance.  L'ouvrage le plus important dans cette veine est peut-être le livre de Michael Denning, The Cultural Front.

## Œuvre
- Trumpets of Jubilee. New York: Harcourt, Brace & Company, 1927.
- Troupers on the Gold Coast, or The Rise of Lotta Crabtree. New York: Harcourt, Brace & Company, 1928.
- American Humor: a Study of the National Character. 1931. Réimprimé. New York: Harcourt Brace Jovanovich, 1959. Réimprimé. New York: New York Review Books Classics, 2004. (dernier avec introduction par Greil Marcus.)
- Davy Crockett. New York: Harcourt, Brace & Company, 1934.
- Audubon. New York: Harcourt, Brace & Company, 1936. Il a reçu rétroactivement le prix Newbery Honor pour l'année 1937[1].
- Charles Sheeler: Artist in the American Tradition. New York: Harcourt, Brace & Company, 1938.
- The Roots of American Culture, edited by Van Wyck Brooks. New York: Harcourt, Brace & World, 1942.